# Чуваш-Карамалы
Чуваш-Карамалы (баш. Сыуаш-Ҡарамалы) — чувашское село в Аургазинском районе Республики Башкортостан России, центр Чуваш-Карамалинского сельсовета. Живут чуваши (2002). Среди уроженцев В. В. Николаев.

## Географическое положение
Расстояние до:
- районного центра (Толбазы): 25 км,
- ближайшей железнодорожной станции (Белое Озеро): 7 км.

## Население
| 2002 | 2009 | 2010 |
| ---- | ---- | ---- |
| 897  | ↗905 | ↘854 |

Историческая численность населения: в 1795 отмечено 254 чел.; в 1865 — 761 чел. в 122 дворах; в 1906 — 1328; 1920 — 1515; 1939 — 1509; 1959 — 1400; 1989 — 850; 2002 — 897; 2010 — 854.

## История
Название восходит от этнонима сыуаш («чуваш») и карамалы («вязовая»).
Основано по договору 1740 о припуске некрещёными чувашами из д. Федькино Симбирского уезда на вотчинных землях башкир Миркит-Минской волости Ногайской дороги под названием Куганак. В 1760 на тех же условиях здесь поселились новые группы чувашей из Свияжского, Чебоксарского и Цивильского уездов Казанской губернии. С конца 18 века учитывалось как Карамалы. Занимались земледелием, скот‑вом, изготовлением саней. Была водяная мельница. В 1906 зафиксированы церковно-приходская школа, 2 кузницы, 2 бакалейные лавки, 3 хлебозапасных магазина.
Исторически село возникло в волости, где располагались чувашские деревни: Ивановка, Князевка, Бишкаин, Ермолаевка (Карамалы), Чуваш Карамалы, Ташлыкуль, Юламан, Малый Нагадак (Кутаймас), Чувашский Нагадак, Ново-Гуровка, Ново-Троицкое, Толмачево, Тряпино (Кузъелга), Челатканово (Старые Карамалы). Позднее новокрещенами из чувашей и мордвы деревень Леканды и Карамалы (то есть с. Чуваш-Карамалы) основана деревня Наумкино современного Аургазинского района.
Статус село деревней Чуваш-Карамалы приобретён согласно Закону Республики Башкортостан от 20 июля 2005 года N 211-з «О внесении изменений в административно-территориальное устройство Республики Башкортостан в связи с образованием, объединением, упразднением и изменением статуса населенных пунктов, переносом административных центров», ст.1:

ст. 5. Изменить статус следующих населенных пунктов, установив тип поселения — село:

1) в Аургазинском районе:

а) деревни Куезбашево Батыровского сельсовета
б) деревни Староабсалямово Уршакского сельсовета

в) деревни Чуваш-Карамалы Чуваш-Карамалинского сельсовета

## Инфраструктура
Средняя школа, детсад, фельдшерско-акушерский пункт, ДК, библиотека, церковь.

## Религия
В селе есть православная церковь в честь Святителя Василия Великого.